# Ptochophyle callichroa
Ptochophyle callichroa är en fjärilsart som beskrevs av Louis Beethoven Prout 1934. Ptochophyle callichroa ingår i släktet Ptochophyle och familjen mätare. Inga underarter finns listade.